# Битка код Пегае
Битка код Пегае (буг. Битка при Пиги) вођена је марта 922. године између војске Византијског царства са једне и војске Првог бугарског царства са друге стране. Битка је део Византијско-бугарских ратова, а завршена је победом Бугара.

## Увод
Након великих победа из 917. године (Битка код Анхијала), Симеон Бугарски је покушао да преузме византијски престо. Први корак био је да постане регент малолетног цара Константина VII, али је 919. године регент постао Роман I Лакапин који је покушавао да спречи бугарски утицај у Византији. То је уништило све Симеонове амбиције о византијском престолу. Зато је кренуо да осваја све византијске поседе на Балкану у периоду од 920. до 924. године.

## Битка
Године 922. велика бугарска војска под командом Теодора Сигритса марширала је кроз планину Странџа и стиже до предграђа Цариграда. Романос им шаље у сусрет војску под командом Потоса Аргироса и адмирала Алексија Мосела. Битка се одиграла ко Пегае, бугарског села. Снажан бугарски напад је одбацио византијску војску која је одмах почела да се повлачи и убрзо је велики број војника заробљен или се удавио у реци.